# 富士川第二小中一貫校 松野学園
富士川第二小中一貫校 松野学園（ふじかわだいにしょうちゅういっかんこう まつのがくえん）は、静岡県富士市にある施設一体型公立小中一貫校。
富士川第二小学校と富士川第二中学校の校舎を一体化し、2022年（令和4年）4月6日に富士川第二小中一貫校 松野学園として開校。
中学校の略称は「川ニ」

## 通学区域
- 南松野、北松野、中野台一丁目、中野台二丁目

※この地域に在住する特別支援学級の情緒学級の児童は、富士川第一小学校および富士川第一中学校へ通学する。

## 指定避難所
本校は、以下の地域の避難所に指定されている。
- 中野台、富士松野、清水町、大北町、侭下町、南松野1・2、松野富士見町、松野八幡町[2]

## 特色
- ４･３･２制
  - 小中の9年間を初等部（１年～４年生）・中等部（５・６・７年生）・高等部（８年・９年生）の３つの部に分け、発達段階に応じた教育を行っている[3]。
- 松野こども園とも連携し、幼児教育と小学校とのスムーズな接続を目指している。
- 松野学園は小中一貫校であるため、小学校の卒業式と中学校の入学式は行われない。その代わりに、中等部（5年生）に進級する際に、自分の夢や志を発表する「立志式」が行われる。

## 開校までのあゆみ
- 平成27年（2015年度）富士川第二小学校がコミュニティ・スクール指定を受ける。

- 平成29年（2017年度）富士川第二中学校がコミュニティ・スクール指定を受ける。富士市教育委員会研究指定事業「小中連携・一貫教育」研究指定を受ける。

- 平成30年度（2018年度）９年間で目指す児童生徒像を「夢を語れる子」と設定。小中合同学級編成（新中１）開始。

- 令和3年度（2021年度）5月25日　校名が「富士川第二小中一貫校 松野学園」に決定。また、保護者や児童生徒、地域住民の意見を元に、7年生以上が着用する新しい制服デザインが決定[4]。

- 令和4年度（2022年度）4月6日　旧富士川第二中学校跡地に富士市の公立学校としては初の施設一体型小中一貫校「富士川第二小中一貫校 松野学園」が開校[5]。

## 周辺地域
- 幼保連携型認定こども園「松野こども園」[6][7][8]
- 子育て支援センター「ルンルン」（松野こども園内）[9]

## アクセス
- 富士川第二小学校（バス停）から約40m
- 松野学園（バス停）から約40m